# Departamentos ejecutivos de Filipinas
En Filipinas, los departamentos ejecutivos ("kagawarang tagapagpaganap" en filipino; en breve "kagawaran") consiste el mayor componente del poder ejecutivo del gobierno de Filipinas, con 21 departamentos a partir de 2019. Estos departamentos consiste la parte más grande de la burocracia filipina. Dbm 2027 727277272728822772772828828282882828827272772727726272626277282882828287278282828828288282882882828272882828828828288282828828288282882828811882727272828828

## Departamentos actuales
Todos los departamentos son listados aquí según a sus nombres actuales con nombres en inglés y filipino en la parte inferior. Los jefes de mismos los departamentos forma la mayor parte del gabinete de Filipinas.
| Sello | Departamento | Acrónimo      | Fecha de creación        | Sede central                                     |
| ----- | --- | ------------- | ------------------------ | ------------------------------------------------ |
|       | Departamento de Agricultura Department of Agriculture Kagawaran ng Pagsasaka                                                                                                   | DA (KPS)      | 23 de junio de 1898      | Calle Elíptica, Ciudad Quezon                    |
|       | Departamento de Asentamientos Humanos y Desarrollo Urbano Department of Human Settlements and Urban Development Kagawaran ng Pananahanang Pantao at Pagpapaunlad ng Kalunsuran | DHSUD (KPPPK) | 14 de febrero de 2019    | Dilimán, Ciudad Quezon                           |
|       | Departamento de Asuntos Exteriores Department of Foreign Affairs Kagawaran ng Ugnayang Panlabas                                                                                | DFA (KUP)     | 23 de junio de 1898      | Bulevar Roxas, Pásay                             |
|       | Departamento de Bienestar Social y Desarrollo Department of Social Welfare and Development Kagawaran ng Kalingang Panlipunan at Pagpapaunlad                                   | DSWD (KKPP)   | 21 de enero de 1899      | Colinas del Batasan, Ciudad Quezon               |
|       | Departamento de Ciencia y Tecnología Department of Science and Technology Kagawaran ng Agham at Teknolohiya                                                                    | DOST (KNAT)   | 30 de enero de 1987      | Bicután, Taguig                                  |
|       | Departamento de Comercio e Industria Department of Trade and Industry Kagawaran ng Kalakalan at Industriya                                                                     | DTI (KKI)     | 23 de junio de 1898      | Avenida Gil Puyat, Macati                        |
|       | Departamento de Defensa Nacional Department of National Defense Kagawaran ng Tanggulang Pambansa                                                                               | DND (KTP)     | 1 de noviembre de 1939   | Campo Aguinaldo, Ciudad Quezon                   |
|       | Departamento de Educación Department of Education Kagawaran ng Edukasyon | DepEd (KEd)   | 21 de enero de 1901      | Avenida Meralco, Pásig                           |
|       | Departamento de Energía Department of Energy Kagawaran ng Enerhiya | DOE (KEn)     | 9 de diciembre de 1992   | Bonifacio Global City, Taguig                    |
|       | Departamento de Hacienda Department of Finance Kagawaran ng Pananalapi | DOF (KNPN)    | 17 de abril de 1897      | Bulevar Roxas, Manila                            |
|       | Departamento del Interior y Gobierno Local Department of the Interior and Local Government Kagawaran ng Interyor at Pamahalaang Lokal                                          | DILG (KIPL)   | 22 de marzo de 1897      | Avenida Quezon, Ciudad Quezon                    |
|       | Departamento de Justicia Department of Justice Kagawaran ng Katarungan | DOJ (KNKT)    | 17 de abril de 1897      | Calle Padre Faura, Malate, Manila                |
|       | Departamento de Medio Ambiente y Recursos Naturales Department of Environment and Natural Resources Kagawaran ng Kapaligiran at Likas na Yaman                                 | DENR (KKLY)   | 1 de enero de 1917       | Avenida Bisayas, Ciudad Quezon                   |
|       | Departamento de Obras Públicas y Carreteras Department of Public Works and Highways Kagawaran ng mga Pagawaing Bayan at Lansangan                                              | DPWH (KPLB)   | 23 de junio de 1898      | Zona Portuaria, Manila                           |
|       | Departamento de Presupuesto y Gestión Department of Budget and Management Kagawaran ng Pagbabadyet at Pamamahala                                                               | DBM (KPP)     | 25 de abril de 1936      | San Miguel, Manila                               |
|       | Departamento de Reforma Agraria Department of Agrarian Reform Kagawaran ng Repormang Pansakahan                                                                                | DAR (KRP)     | 1 de septiembre de 1971  | Calle Elíptica, Ciudad Quezon                    |
|       | Departamento de Salud Department of Health Kagawaran ng Kalusugan | DOH (KNKL)    | 29 de septiembre de 1898 | Tayumán, Manila                                  |
|       | Departamento de Tecnologías de Información y Comunicación Department of Information and Communications Technology Kagawaran ng Teknolohiyang Pang-Impormasyon at Komunikasyon  | DICT (KTIK)   | 9 de junio de 2016       | Avenida Carlos P. García, Dilimán, Ciudad Quezon |
|       | Departamento de Trabajadores Migrantes Department of Migrant Workers Kagawaran ng Mangagawang Mandarayuhan                                                                     | DMW (KMM)     | 30 de diciembre de 2021  | Avenida Ortigas, Mandalúyong                     |
|       | Departamento de Trabajo y Empleo Department of Labor and Employment Kagawaran ng Paggawa at Empleyo                                                                            | DOLE (KNPE)   | 8 de diciembre de 1933   | Intramuros, Manila                               |
|       | Departamento de Transporte Department of Transportation Kagawaran ng Transportasyon                                                                                            | DOTr (KNTr)   | 23 de enero de 1899      | Zona Franca de Clark, Mabalácat, Pampanga        |
|       | Departamento de Turismo Department of Tourism Kagawaran ng Turismo | DOT (KNT)     | 11 de mayo de 1973       | Avenida Gil Puyat, Macati                        |